# 카스티야 왕국
카스티야 왕국(/kæˈstiːl/; 스페인어: Reino de Castilla, 라틴어: Regnum Castellae)은 중세 시대 이베리아반도의 크고 강력한 상태로 존재했던 왕국이였다. 그 이름은 이 지역에 건설된 수많은 성들의 주인에서 유래되었다. 9세기에 카스티야 백국(Condado de Castilla)으로 시작되었으며, 10세기에는 레온 백작들의 자치권이 증가했지만, 1065년이 되어서야 레온에서 분리되어 왕국이 되었다. 1072년과 1157년 사이에 레온과 다시 합쳐졌고, 1230년 이후에 레온은 영구적인 연합이 되었다. 이 기간 동안 카스티야 국왕들은 이슬람 군주국들을 희생시키면서 이베리아 남부에서 광범위한 정복을 했다. 카스티야 왕국과 레온 왕국은 이들의 남부 획득과 함께 카스티야 왕국으로 알려지게 되었다.

## 카스티야 백작령
8세기 초에 이슬람 세력이 이베리아반도를 침략하여, 기독교 세력은 반도 북단의 칸타브리아산맥 이북과 북동부의 피레네산맥 기슭 주변에 몰려 있었다. 칸타브리아산맥의 북쪽에서는 아스투리아스 왕국이 성립하여 이슬람 세력과 충돌하면서도 서서히 남쪽으로 영역을 넓혀 가고 있었으며, 914년 레온으로 천도한다.(이후는 레온 왕국이라고도 한다.) 레온 왕국의 동부 지역은 메세타라는 주위 산들에 둘러싸인 고원이 펼쳐지므로, 항상 이슬람 세력의 침공 루트로 사용되어 전투가 반복되었다. 이 지역의 주민들은 방위 때문에 대부분 성채를 만들었다. 이 지역이 카스티야로 불리게 된 것은 스페인어로 성을 의미하는 카스티료(castillo)에 유래한다고 한다. 당초 이 땅은 여러 백작령에 엇갈렸으나, 최전선의 군사력 강화를 목적으로서 932년 카스티야 백작령으로 통합됐다. 카스티야 백작 헤루난 곤살레스는 레온 왕국 내 입지를 강화하고, 백작령에 대한 왕국의 지배력을 배척하고 961년에는 사실상 독립했다.
1029년 카스티야 백작 가르시아-산체스가 암살되자 그 여동생을 왕비로 데리고 있던 나바라 왕국의 산초 3세가 백작령을 계승하였으므로, 나바라 왕국에 병합했다. 이즈음, 이베리아반도 중부 및 남부의 이슬람권(알안달루스)에서는 점차 우마이야 왕조가 내분으로 쇠퇴하면서 "타이파"로 불리는 이슬람 소국이 난립하는 군웅할거의 시대가 시작되었다.

## 카스티야-레온 왕국
1035년에 산초 3세가 사망하자, 나바라 왕국의 영토는 4명의 왕자에 의해서 분할 상속됐다. 이 중에서 카스티야를 상속받은 차남 페르난도 1세는 카스티야의 왕을 칭하고, 또한 1037년에는 레온 왕국의 베르무도 3세를 물리 치고 레온 왕위를 획득한다. 이렇게 카스티야-레온 왕국이 탄생하였다.

## 같이 보기
- 카스티야 평의회
- 카스티야 연합왕국
- 카스티야 문장
- 스페인의 역사
- 카스티야 전투 목록
- 카스티야 백작 목록

## 노트
1. ↑  Burgos, Valladolid and Toledo were centres of royal authority of the Kingdom and the later Crown of Castile.[1]